# Unka Odya
Unka Odya (ur. 19 września 1986 w Elblągu) – polska ilustratorka, projektantka i autorka komiksów.
Absolwentka gdańskiej ASP, autorka publikowanych m.in. w internecie pasków komiksowych, okładek, plakatów i ilustracji. Związana z magazynem Kolektyw i grupą twórców z tego kręgu. Pisze własne scenariusze, pracuje także jako ilustratorka i kolorystka.
Mieszka w Krakowie.

## Publikacje
- Kolektyw (2008-2009, wyd. Dolna Półka)[1]
- Słynni polscy olimpijczycy (2008, wyd. Agora SA)[1]
- Maszin (2009)[1]
- Sceny z życia murarza (2010, wyd. Timof i cisi wspólnicy)[1]
- Gazeta Wyborcza Katowice – numer komiksowy (2011)[1]
- Architektura-Murator 4/2014[4]
- Warchlaki #2 (2016)[5]
- Brom (2019, Wydawnictwo 23)[6]

## Okładki
- Miłość (2012, wyd. Smallpress)
- Kapitan Wrona (2016, Timof i cisi wspólnicy)

## Wystawy
- Zielona energia – energia odnawialna. Woda, słońce, wiatr – w ramach akcji "ASP w mieście" – Gdańsk 2009[7][8]
- Wolność Kultury, Kultura Wolności – Gdańsk 2009[3]
- Wystawa serigrafii i linorytu w Dworku Artura – Dom Kultury Gdańsk-Orunia, Gdańsk 2010[9]
- Lech Bądkowski – obrazy z życia – Klub Żak, Gdańsk 2013[10][11]
- Magma. La Bande Dessinée Polonaise contemporaine – Strasbulles – Festival Européen de la Bande Dessinée, Strasburg, 2016[12]
- Korporacje nie są tak fajne jak myśleliśmy – Galeria Łazienka, Warszawa, 2017[13]
- La bande desinée polonaise contemporaine – wystawa zbiorcza w ramach Le Salon de la BD à Paris 2019[14]

## Nagrody
- Grand Prix konkursu "Prawdy i mity o obrocie bezgotówkowym" na MFKiG w Łodzi w 2013 (wraz z Janem Mazurem)[15]
- Grand Prix w kategorii Najlepszy Polski Album za komiks "Brom" na  MFKiG w Łodzi w 2019 roku.